# 14Y busz (Pécs)
A pécsi 14Y jelzésű autóbusz a Főpályaudvar és Petőfi-akna között közlekedik, Somogy érintésével.

## Útvonala
| Főpályaudvar → Budai Állomás → Somogy → Petőfi-akna | Petőfi-akna → Somogy → Budai Állomás → Főpályaudvar |
| --- | --- |
| Főpályaudvar – Szabadság utca – Rákóczi út – Rákóczi út – Zsolnay Vilmos utca – Pécsváradi út – Őrmezei út – Búzakalász utca – Somogy utca – forduló – Somogy utca – Pajtás utca – Búzakalász utca – Mázsaház utca – Szövetkezet utca – Bethlen Gábor utca – Bencze József utca – M utca – Petőfi-akna | Petőfi-akna – M utca – Bencze József utca – Bethlen Gábor utca – Szövetkezet utca – Mázsaház utca – Búzakalász utca – Pajtás utca – Somogy utca – forduló – Somogy utca – Búzakalász utca – Őrmezei út – Pécsváradi út – Zsolnay Vilmos utca – Rákóczi út – Rákóczi út – Szabadság utca – Főpályaudvar |

## Megállóhelyei
| 14 (Főpályaudvar – Petőfi-akna) |                         |          | |                                             |
| Perc (↓)                        | Megállóhely             | Perc (↑) | Megállóhelyet érintő járatok | Létesítmények                               |
| 0                               | Főpályaudvar végállomás | 39       | 3, 3E, 4, 4Y, 6, 6E, 7, 7Y, 8, 13, 13E, 13Y, 14, 14Y, 15, 15A, 20, 30, 31, 32, 32Y, 33, 34, 34Y, 35, 35Y, 36, 37, 38, 38Y, 39, 40, 41, 41E, 41Y, 42, 42Y, 43, 44, 46, 47, 73, 73Y, 104, 104A, 104E, 104Y, 130, 130A, 140 · Helyközi autóbuszok · Főpályaudvar |                                             |
| 1                               | Zsolnay-szobor          | 37       | 2, 2A, 2E, 3, 3E, 6, 6E, 7, 7Y, 8, 13Y, 14, 14Y, 22, 23, 23Y, 24, 25, 26, 26A, 27, 27Y, 28, 28A, 28Y, 29, 30, 31, 32, 32Y, 34, 34Y, 35, 35Y, 36, 37, 38, 38Y, 39, 40, 44, 46, 47, 73, 73Y, 102, 102Y, 103, 107E, 109E, 130, 140                               |                                             |
| 3                               | Árkád                   | 35       | 2, 2A, 2E, 3, 3E, 4, 4Y, 6, 6E, 7, 7Y, 8, 13, 13E, 13Y, 14, 14Y, 15, 15A, 22, 23, 23Y, 24, 25, 26, 26A, 27, 27Y, 28, 28A, 28Y, 29, 30, 33, 38, 38Y, 39, 40, 60, 60Y, 73, 73Y, 102, 102Y, 103, 104, 104A, 104E, 104Y, 107E, 109E, 130, 130A, 140               |                                             |
| 5                               | 48-as tér               | 32       | 2, 2A, 2E, 4, 4Y, 13, 13E, 13Y, 14, 14Y, 15, 15A, 20, 21, 21A, 30Y, 60, 60A, 60Y, 102, 102Y, 104, 104A, 104E, 104Y, 121 · Helyközi autóbuszok · Pécs-Külváros                                                                                                 |                                             |
| 7                               | Zsolnay Negyed          | 31       | 2, 2A, 4, 4Y, 13, 13E, 13Y, 14, 14Y, 15, 15A, 20, 21, 21A, 30Y, 60, 60A, 60Y, 102, 102Y, 104, 104A, 104E, 104Y, 121 |                                             |
| 9                               | Mohácsi út              | 29       | 2, 2A, 4, 4Y, 13, 13E, 13Y, 14, 14Y, 15, 15A, 20, 21, 21A, 25, 26, 30Y, 60, 60A, 60Y, 102, 102Y, 104, 104A, 104E, 104Y, 121 · Helyközi autóbuszok |                                             |
| 10                              | Gyárvárosi templom      | 27       | 2, 2A, 4, 4Y, 13, 13E, 13Y, 14, 14Y, 15, 15A, 25, 26, 26A, 30Y, 60, 60A, 60Y, 102, 102Y, 104, 104A, 104E, 104Y |                                             |
| 11                              | Budai Állomás           | 25       | 2, 2A, 2E, 4, 4Y, 12, 13, 13E, 13Y, 14, 14Y, 15, 15A, 16, 25, 26, 26A, 30Y, 60, 60A, 60Y, 102, 102Y, 104, 104A, 104E, 104Y · Helyközi autóbuszok |                                             |
| 13                              | Andrássy út             | 23       | 13, 13Y, 14, 14Y, 15, 15A, 25, 26, 60A, 102, 102Y, 104, 104A, 104Y |                                             |
| 14                              | Eperfás út              | 22       | 13, 13E, 13Y, 14, 14Y, 15, 15A, 25, 26, 60A, 102, 102Y, 104, 104A, 104E, 104Y · Helyközi autóbuszok |                                             |
| 15                              | Danitz puszta           | 21       | 13, 13Y, 14, 14Y, 15, 15A, 25, 26, 60A, 102, 102Y, 104, 104A, 104Y |                                             |
| 16                              | Ördögárok               | 20       | 13, 13Y, 14, 14Y, 15, 15A, 25, 26, 60A, 102, 102Y, 104, 104A, 104Y |                                             |
| 18                              | Murom                   | 18       | 13, 13E, 13Y, 14, 14Y, 15, 15A, 25, 26, 60A, 102, 102Y, 104, 104A, 104E, 104Y · Helyközi autóbuszok |                                             |
| 19                              | Őrmezei út, Szödrös     | 17       | 13, 13Y, 14, 14Y, 15, 15A, 25, 26, 60A, 102, 102Y, 104, 104A, 104Y |                                             |
| 20                              | Somogyi temető          | 16       | 13, 13Y, 14, 14Y, 15, 15A, 25, 26, 60A, 102, 102Y, 104, 104A, 104Y |                                             |
| 21                              | Somogyi templom         | 15       | 13, 13Y, 14, 14Y, 15, 15A, 25, 26, 60A, 102, 102Y, 104, 104A, 104Y |                                             |
| 22                              | Somogy utca             | 14       | 13Y, 14Y, 15, 15A, 25, 26, 82, 102Y, 104, 104Y |                                             |
| 23                              | Somogy                  | 13       | 13Y, 14Y, 15, 15A, 25, 26, 82, 102Y, 104, 104Y |                                             |
| 25                              | Somogy utca             | 12       | 13Y, 14Y, 15, 15A, 25, 26, 82, 102Y, 104, 104Y |                                             |
| 26                              | Somogyi templom         | 11       | 13, 13Y, 14, 14Y, 15, 15A, 25, 26, 60A, 102, 102Y, 104, 104A, 104Y |                                             |
| ∫                               | Somogyi templom         | 10       | 13, 13Y, 14, 14Y, 15, 15A, 25, 26, 60A, 102, 102Y, 104, 104A, 104Y |                                             |
| 27                              | Máladó utca             | 9        | 13, 13Y, 14, 14Y, 60A, 82, 102, 102Y, 104, 104A, 104Y |                                             |
| 28                              | Gabona utca             | 8        | 13, 13Y, 14, 14Y, 60A, 82, 102, 102Y, 104, 104A, 104Y |                                             |
| 29                              | Vashíd                  | 7        | 13, 13Y, 14, 14Y, 60A, 82, 102, 102Y, 104, 104A, 104Y |                                             |
| 30                              | Vasasi temető           | 6        | 13, 13Y, 14, 14Y, 60A, 82, 102, 102Y, 104, 104A, 104Y |                                             |
| 31                              | Bethlen Gábor utca      | 5        | 14, 14Y, 82, 102, 102Y, 104 |                                             |
| 32                              | Vasasi iskola           | 3        | 14, 14Y, 82, 102, 102Y, 104 | Vasas-Somogy-Hird Óvoda és Általános Iskola |
| 34                              | Bencze József utca      | 2        | 14, 14Y, 82, 102, 102Y, 104 |                                             |
| 35                              | M utca                  | 1        | 14, 14Y, 82, 102, 102Y, 104 |                                             |
| 36                              | Petőfi-akna végállomás  | 0        | 14, 14Y, 82, 102, 102Y, 104 |                                             |